# أندري ستويف
أندري ستويف (بالبلغارية: Андрей Стоев)‏ هو لاعب كرة قدم بلغاري في مركز الدفاع، ولد في 2 أكتوبر 1986 في بلاغويفغراد في بلغاريا. لعب مع او في سي سليفن 2000 ونادي جاندجاسر كابان.

## وصلات خارجية
- أندري ستويف على موقع قاعدة بيانات كرة القدم.إي يو (الإنجليزية)